# Mosolyrend
A Mosolyrend (lengyelül: Order Uśmiechu) nemzetközi kitüntetést maguk a gyerekek adományozzák olyan felnőtteknek, akik kiemelkednek a gyerekek iránt tanúsított szeretetük, gondoskodásuk és segítségük tekintetében.

## A díj története
A díj ötlete 1968-ban merült föl a lengyel Kurier Polski szerkesztőségében, az ihletet egy Wanda Chotomskával készített interjú adta. A rendet 1979-ben, a Nemzetközi Gyermekév alkalmával ismerte el hivatalosan az ENSZ akkori főtitkára, Kurt Waldheim. Ettől a pillanattól kezdve a Mosolyrend nemzetközi szervezetnek számít.
1996-ban Rabka helységben a Rabkoland családi vidámpark területén létrehozták a Mosolyrend Múzeumot. Miután a régiót hivatalosan ”A Világ Gyermekeinek Városává" nyilvánították, felmerült egy állandó jelleggel működő lengyel Mikulásváros megnyitásának gondolata is, mely egész Lengyelországból fogadná a gyerekek Mikulásnak küldött leveleit.

## A rendjel
Szintén az újság hirdetett pályázatot a Mosolyrend logójára, és a több mint 44000 jelentkező közül a győztes egy Ewa Chrobak nevű, kilencéves kislány lett Głuchołazy városából, aki negyven évvel később a Mosolyrend Nemzetközi Káptalanjának titkára lett. Egy pohár segítségével rajzolta meg a nap közepét képző kört, amit aztán szabálytalan sugarakkal vett körbe. A kislány rajza alapján a zsűri elnöke, Szymon Kobyliński dolgozta ki az emblémát jelenlegi formájában.

## A kitüntetés
A kitüntetéseket – mely egy mosolygó napot ábrázoló kitűző – Lengyelország fővárosában, Varsóban adja át a Mosolyrend Nemzetközi Káptalanja évente két alkalommal – tavasszal, illetve ősszel. A jelölteket a gyerekek választják ki szerte a világon, és közülük jelöli ki a káptalan a kitüntetetteket, akik rendkívüli módon járultak hozzá a gyerekek boldogságához és jólétéhez – gyakran az életüket mentve meg. A rituálé részét képezi az is, hogy az újdonsült lovagoknak mosolyogva kell citromlevet inni, illetve arra is meg kell esküdniük, hogy mindig jókedvűek lesznek és boldoggá fogják tenni a gyerekeket. (Bizonyos esetekben a káptalan kancellárja engedélyezheti az eltéréseket a ceremóniától; így történt például Krystyna Feldman esetében, akit posztumusz tüntettek ki.) A Mosolyrenddel több mint 900 embert tüntettek ki a világ 45 országából. A Mosolyrend lovagja címet kizárólag azok használhatják, akiket a Káptalan által megrendezett hivatalos cermónián tüntettek ki.

## A káptalan
Bár a káptalan tagjai közül a legtöbben lengyel származásúak, más országok is képviseltetik magukat a szervezetben, köztük az Argentína, Ausztrália, Fehéroroszország, Belgium, Csehország, az Egyesült Királyság, Franciaország, Grúzia, Izrael, Japán, Kanada, Litvánia, Magyarország, Németország, Olaszország, Oroszország, Örményország, Románia, Szerbia, Szudán, Tunézia, Ukrajna és az USA. A káptalan vezetői tisztjét a kancellár tölti be

## A Mosolyrend lovagjai
A Mosolyrend legelső lovagja (1968) egy lengyel ortopéd sebész, Wiktor Dega (1896-1995) volt, aki rengeteget tett a járványos gyermekbénulásban szenvedő gyerekekért. A legfiatalabb lovagja eddig Malála Júszafzai Nobel-békedíjas pakisztáni születésű emberjogi aktivista volt, aki 2016-ban, 19 évesen kapta meg a kitüntetést, a legidősebb pedig Irena Sendler, akit 2007-ben, 97 éves korában tüntettek ki.
A Mosolyrend lovagjai közé tartozik többek között II. János Pál pápa; Astrid Lindgren; Nelson Mandela; J.K. Rowling; Sára yorki hercegné; Steven Spielberg; Szilvia svéd királyné; Tendzin Gyaco, a 14. dalai láma; Kalkuttai Szent Teréz; Kurt Waldheim és Oprah Winfrey.

## A Mosolyrend magyar lovagjai
- Barabás Éva
- Boda Katalin
- Csekő Sándor
- Feszt Tímea
- Gyurkovics Balázsné
- Halász Judit
- Hunya Jolán
- Jahn Györgyné Katalin
- Janikovszky Éva
- Kajibás Éva Katalin
- Sági Tibor

## Fordítás
- Ez a szócikk részben vagy egészben  az   Order Uśmiechu című angol Wikipédia-szócikk fordításán alapul.  Az eredeti cikk szerkesztőit annak laptörténete sorolja fel. Ez a jelzés csupán a megfogalmazás eredetét és a szerzői jogokat jelzi, nem szolgál a cikkben szereplő információk forrásmegjelöléseként.
- Ez a szócikk részben vagy egészben  az   Order Uśmiechu című lengyel Wikipédia-szócikk fordításán alapul.  Az eredeti cikk szerkesztőit annak laptörténete sorolja fel. Ez a jelzés csupán a megfogalmazás eredetét és a szerzői jogokat jelzi, nem szolgál a cikkben szereplő információk forrásmegjelöléseként.